# Symphoromyia inconspicua
Symphoromyia inconspicua is een vliegensoort uit de familie van de snavelvliegen (Rhagionidae). De wetenschappelijke naam van de soort is voor het eerst geldig gepubliceerd in 1973 door Turner and Chillcott.